# Eudorylas dominicensis
Eudorylas dominicensis är en tvåvingeart som beskrevs av Scarbrough och Knutson 1989. Eudorylas dominicensis ingår i släktet Eudorylas och familjen ögonflugor. Inga underarter finns listade i Catalogue of Life.